# Protesilaus
Genre
Protesilaus est un genre d'insectes lépidoptères (papillons) de la famille des Papilionidae et de la sous-famille des Papilioninae qui résident en Amérique.

## Liste des espèces
- Protesilaus aguiari (d'Almeida, 1937) ; présent au Brésil
- Protesilaus earis (Rothschild & Jordan, 1906) ; présent en Équateur
- Protesilaus glaucolaus (Bates, 1864) ; présent dans le Nord de l'Amérique du Sud
- Protesilaus helios (Rothschild & Jordan, 1906) ; présent au Brésil et en Argentine
- Protesilaus leucosilaus (Zikán, 1937) ; présent au Brésil
- Protesilaus macrosilaus (Gray, 1853) ; présent au Mexique, Nicaragua, Guatemala et en Colombie
- Protesilaus molops (Rothschild & Jordan, 1906) ; présent dans le Nord de l'Amérique du Sud
- Protesilaus orthosilaus (Weymer, 1899) ; présent au Brésil et au Paraguay
- Protesilaus protesilaus (Linnaeus, 1758) ; présent au Mexique, sur la côte nord et ouest de l'Amérique du Sud et au Brésil
- Protesilaus stenodesmus (Rothschild & Jordan, 1906) ; présent au Brésil, au Paraguay et en Argentine
- Protesilaus telesilaus (C. & R. Felder, 1864) ; présent au Panama, en Colombie, en Bolivie, au Venezuela, au Brésil, au Paraguay et au Pérou